# Storbritannien i Junior Eurovision Song Contest
Storbritannien debuterade i Junior Eurovision Song Contest 2003 och har till och med 2023 deltagit 5 gånger. De drog sig ur inför 2006 års tävling på grund av dåliga tittarsiffror. Man planerade emellertid att göra comeback med walesiska S4C 2008 och engelska BBC 2010, men planerna lades fort ner.
Wales gjorde emellertid sin debut i 2018 års tävling via S4C, vilket blev första gången sedan 2005 någon del av Storbritannien deltar.
2022 återvände Storbritannien till tävlingen, nu med BBC i spetsen. 
Freya Skye kom på en femte plats i Jerevan.

## Bidrag genom åren
| 2003                             | Tom Morley    | "My Song For The World"   | Min sång till världen         | 3  | 118 |
| 2004                             | Cory Spedding | "The Best is Yet to Come" | Det bästa är ännu framför oss | 2  | 140 |
| 2005                             | Joni Fuller   | "How Does It Feel?"       | Hur känns det?                | 14 | 28  |
| Deltog inte mellan 2006 och 2021 |               |                           |                               |    |     |
| 2022                             | Freya Skye    | ”Lose My Head”            | Blir upprörd                  | 5  | 146 |
| 2023                             | STAND UNIQU3  | "Back to Life"            | Tillbaka till livet           | 4  | 160 |
| Deltar inte sedan 2024           |               |                           |                               |    |     |